# Adelheid Wette
Adelheid Catharina Maria Wette (Siegburg, 4 september 1858 - Eberstadt, 9 augustus 1916) was een Duitse schrijfster en librettist. Ze schreef onder andere het libretto voor de door haar broer Engelbert Humperdinck gecomponeerde sprookjesopera Hänsel und Gretel. Adelheid Wette, geboren Humperdinck was getrouwd met de Duitse schrijver en arts Hermann Wette.
- Bibsys: 90529677
- Biblioteca Nacional de España: XX1159146
- Bibliothèque nationale de France: cb13613560s (data)
- Catàleg d'autoritats de noms i títols de Catalunya: 981058518401506706
- CiNii: DA10335785
- Gemeinsame Normdatei: 119514125
- International Standard Name Identifier: 0000 0001 2352 8666
- Library of Congress Control Number: n82162740
- Nationale Bibliotheek van Letland: 000191074
- MusicBrainz: f525f63c-d506-4124-bb1b-80a66ff790c7
- Nationale Bibliotheek van Tsjechië: mzk2009544434
- Nationale bibliotheek van Australië: 36176797
- Nationale Bibliotheek van Israël: 987007269720405171
- Nationale Bibliotheek van Polen: a0000002108480
- Nederlandse Thesaurus van Auteursnamen: 074429841
- Réseau des bibliothèques de Suisse occidentale: 02-A014051734
- Système universitaire de documentation: 110974077
- Trove: 1224536
- Virtual International Authority File: 25414247
- WorldCat: E39PBJqfC8Xpb4xYkVCpWKbw4q